# Sa Loan, Lạc Sơn
Sa Loan (chữ Hán giản thể: 沙湾区, âm Hán Việt: Sa Loan khu, bính âm: Shawan) là một quận thuộc địa cấp thị Lạc Sơn, tỉnh Tứ Xuyên, Cộng hòa Nhân dân Trung Hoa. Quận này có diện tích 618 -lô-mét vuông]], dân số 210.000 người, trong đó 77.300 là dân sống bằng nghề phi nông nghiệp, 132.200 là nông dân. Điểm cao nhất của quận này so với mực nước biển là 2027 m, điểm thấp nhất là 367 m. Địa hình quận này chủ yếu là núi non. Nhiệt độ trung bình năm là 17,4℃, lượng mưa trung bình năm 1430 mm. Đại Độ Hà chảy qua đây có chiều dài 77,5 km với lưu vực 369,35 km2. Về mặt hành chính, quận này được chia thành 8 trấn và 5 hương.